# Amt Burgwedel
Das Amt Burgwedel war ein historisches Verwaltungsgebiet des Königreichs Hannover bzw. der preußischen Provinz Hannover. Übergeordnete Verwaltungsebene war die Landdrostei Lüneburg.

## Geschichte
Die Geschichte des Amts geht auf die „Grafschaft über dem Moor“ zurück, die um 1300 in welfischen Besitz kam und deren Kern im 15. Jahrhundert als Grafschaft, im 16. Jahrhundert als Vogtei Burgwedel bezeichnet wird. Der Bezirk der Vogtei wurde 1422 durch die Abgabe der Ortschaften Kolshorn, Otze, Ramlingen, Weferlingsen, Heeßel und Beinhorn an das Amt Burgdorf verkleinert. Seit dem 15. Jahrhundert war die Amtsvogtei Burgwedel dem Großvogt in Celle nachgeordnet. Sie war die größte Vogtei innerhalb der Großvogtei Celle. Wohl im 16. Jahrhundert erhielt der Vogt den Charakter eines Amtmanns, jedoch wurde die Unterstellung unter den Großvogt erst 1772 beseitigt und die Amtsvogtei auch formal den übrigen Ämtern des Fürstentums Lüneburg gleichgestellt.
1814 wurde der Sprengel der Amtsvogtei um das bis dahin teilweise dem Amt Burgdorf zugehörige Kirchspiel Horst (mit Kirchhorst, Groß Horst, Stelle, Altwarmbüchen und Basselthof) vergrößert. 1850 wurde das bis dahin in Zivilsachen zuständige Patrimonialgericht Altwarmbüchen (mit Stelle) eingegliedert. 1852 wurden die Amtsvogteien Burgwedel und Bissendorf zum Amt Burgwedel vereinigt, das 1885 in den Kreis Burgdorf überführt wurde. 1852 wurde auch die Trennung von Allgemeiner Verwaltung und Justiz vollzogen.

## Sitz der Verwaltung
Die Amtsvögte residierten zunächst auf der Burg in Burgwedel, nach deren Zerstörung ab 1426 im Amtshaus.

## Gemeinden
Bei seiner Aufhebung (1885) umfasste das Amt folgende Gemeinden:
| - Abbensen (*) - Altwarmbüchen - Bennemühlen (*) - Berkhof (*) - Bissendorf (*) - Brelingen (*) - Dudenbostel (*) - Elze (*) - Engensen | - Fuhrberg - Gailhof (*) - Großburgwedel - Großhorst - Hellendorf (*) - Isernhagen, Farster Bauerschaft - Isernhagen, Kircher Bauerschaft - Isernhagen, Niedernhägener Bauerschaft | - Isernhagen, Hohenhorster Bauerschaft - Kirchhorst - Kleinburgwedel - Meitze (*) - Mellendorf (*) - Negenborn (*) - Neuwarmbüchen - Oegenbostel (*) | - Oldhorst - Plumhof (*) - Resse (*) - Scherenbostel (/*) - Sprockhof (*) - Stelle - Thönse - Wennebostel (*) - Wettmar |

(*) Aus der ehemaligen Amtsvogtei Bissendorf.
- Karte mit allen verlinkten Seiten:
- OSM |
- WikiMap

## Amtsvögte und Amtmänner
- 1452–1459: Hermann Slüter
- 1460–1475: Barthold Slüter
- 1476–1489: Henning Jordan
- 1492–1496: Brun Haselhorst
- 1590–1626: Ludolf von Eltz, Amtsvogt
- 1626–1661: Heinrich von Eltz
- 1661–1672: Otto von Lüdinghaus
- 1672–1718: Ludolph Henning von Eltz, Amtsvogt († 1718)
- 1718–1759: Bodo von Alten
- 1759–1798: August Eberhard von Alten
- 1789–1799: Ernst Bodo von Alten

...
- 1818–1845: Otto Eberhard Freiherr von dem Bussche-Ippenburg, Drost, ab 1823 Oberhauptmann
- 1846: Johann de Pottere, Amtmann
- 1847–1858: Wilhelm Günther Christian Ludwig von Könemann
- 1859–1865: August Ludwig Wilhelm von Hoppenstedt, Regierungsrat
- 1865–1869: Alexander Georg Franz von Plate, Amtmann
- 1869–1872: Johann Georg Neupert, Regierungsrat, Amtmann
- 1873–1875: Alexander von Hugo, Amtmann
- 1876–1883: Carl Wilhelm Arnold Albrecht, Amtmann in Burgdorf
- 1884–1885: Christian Lübbes, Amtmann in Burgdorf, ab 1885 Landrat